# I. Vencel cseh király
I. Vencel (csehül: Václav I. Jednooký), (1205 – 1253. szeptember 22./23.) Csehország királya 1230-tól haláláig; uralkodása idején befolyása alá vonta Ausztriát, miközben támogatta a német telepesek és kézművesek bevándorlását annak érdekében, hogy segítsék erős, virágzó és kulturálisan is gyarapodó országgá fejleszteni Csehországot.

## Felmenői
Vencel I. Ottokár cseh király és Konstancia Árpád-házi hercegnő fia volt. Anyai nagyszülei III. Béla magyar király és Châtillon Anna magyar királyné voltak. Egyik testvére Prágai Ágnes volt, akit később, 1989-ben II. János Pál pápa szentté avatott.

## Uralkodása
1228. február 6-án apja maga mellé választotta társuralkodónak, majd apja halála után, 1230-ban átvette a Királyság teljes irányítását. Uralkodása kezdetén a II. Frigyes osztrák herceg irányából érkező fenyegetéssel volt elfoglalva. Vencel a helyzet megoldására II. Frigyes német-római császár segítségét kérte. 1236-ban Frigyes császár elűzte a herceget és császári kormányzást vezetett be az Osztrák Hercegség és Stájerország területére. Vencelnek azonban ez a megoldás nem tetszett, mivel területeket szeretett volna szerezni Ausztriából. Emiatt szövetkezett korábbi ellenségével, Frigyes herceggel. Frigyes császárt sikerült legyőzniük, Vencel pedig Frigyes hercegtől megkapta a hercegség Dunától északra levő részét, a szövetség fenntartásáért cserébe. Nemsokára kettejük szövetségéhez csatlakozott II. Ottó bajor herceg is.

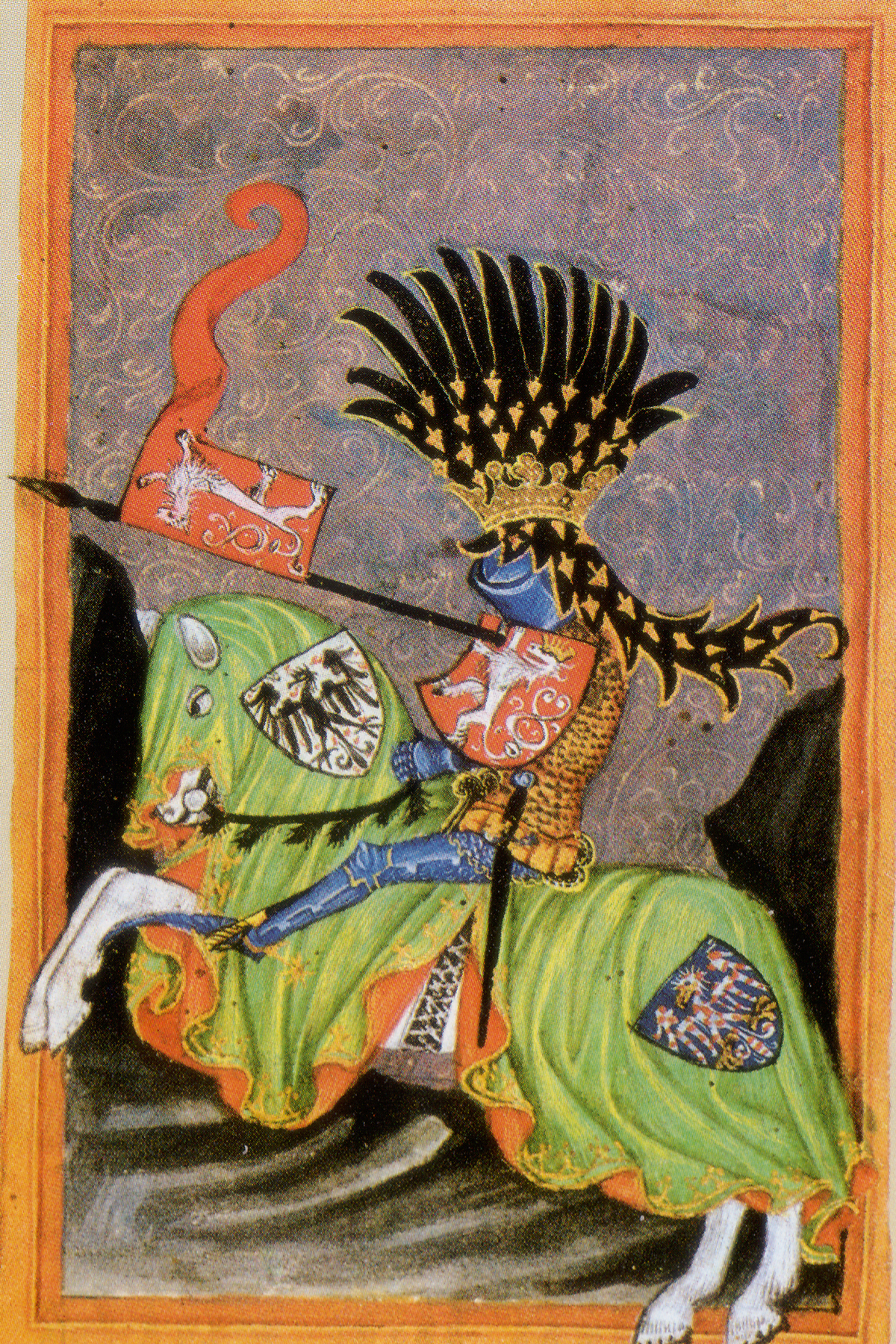
Vencel ábrázolása a Gelnhausenův kódexből

1241-ben Csehországot megtámadták a mongolok, de Vencel serege sikeresen visszaverte a Batu kán és Szubotáj vezette seregeket. A legnicai csatát követően azonban a mongolok nagyobb sereggel indultak meg Csehország ellen. A mintegy 20 000 főnyi sereget Baidár, Kadán és Orda kánok vezették. A cseh lovasság azonban sikeresen megállította mongol előretörést. Vencel Morvaországot azonban nem tudta megvédeni, így azt – Magyarország lerohanása előtt – a mongolok végigrabolták. Végül aztán 1242-ben a mongol sereg Ögödej nagykán halálhírére hazavonult.
1246-ban Frigyes herceg a IV. Béla magyar király ellen vívott Lajta-menti csatában életét vesztette. Mivel nem volt gyermeke, benne kihalt a Babenberg-ház és az Osztrák Hercegség örökléséért harcok kezdődtek. II. Frigyes császár teljesen uralma alá szerette volna hajtani a hercegséget, de az osztrák nemesek elfogadták a Babenberg-ház nőági öröklődését, így Frigyes herceg unokahúgát, Ausztriai Gertrúdot tekintették a törvényes örökösnek. Vencel megállapodott vele, hogy feleségül megy az ő legidősebb fiához, Ulászlóhoz. Ulászlót megválasztották Ausztria uralkodó hercegévé, de nem sokkal ezután meghalt, és Gertrúd halála után a hercegséget VI. Hermann badeni őrgrófnak ajánlotta fel.
Vencel ellen 1248-ban összeesküvés szerveződött a nemesek körében, melynek élére saját fia, Ottokár állt. Vencel kénytelen volt hazájából elmenekülni, de már 1249-ben sikerült visszatérnie. A szervezkedést leleplezte, fiát pedig börtönbe záratta. 1250-ben azonban, amikor Frigyes császár és Hermann őrgróf elhaláloztak, szabadon bocsátotta fiát, kinevezte morva őrgrófnak és 1252-ben összeházasította Gertrúd testvérével, Babenbergi Margittal, ezzel megszerezve fia számára az osztrák hercegséget.
Vencel egy évvel később 1253. szeptember 23-án meghalt. A cseh trónon fia követte, II. Ottokár néven.
A király nagy barátja volt a németeknek, és bőkezű pártolója a minnesängereknek; a neki tulajdonított szerelmi dal azonban nem tőle való. Uralkodása idején Csehország virágzott: a városok száma és szerepe megnőtt, s amiként a német kereskedők és telepesek nagyban hozzájárultak az ország gazdagodásához, úgy a német kultúra befolyása fellendítette a művészeteket, főképpen az irodalmat és az építészetet.

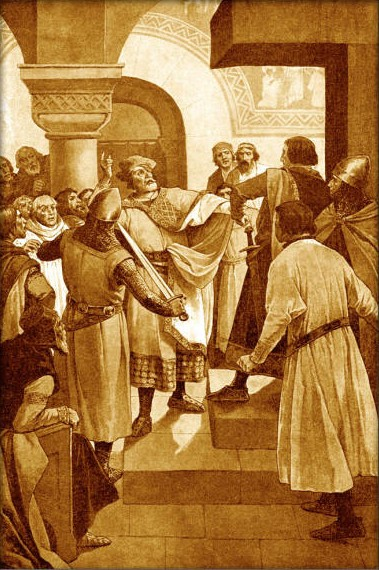
Vencel II. Frigyes német-római császár előtt

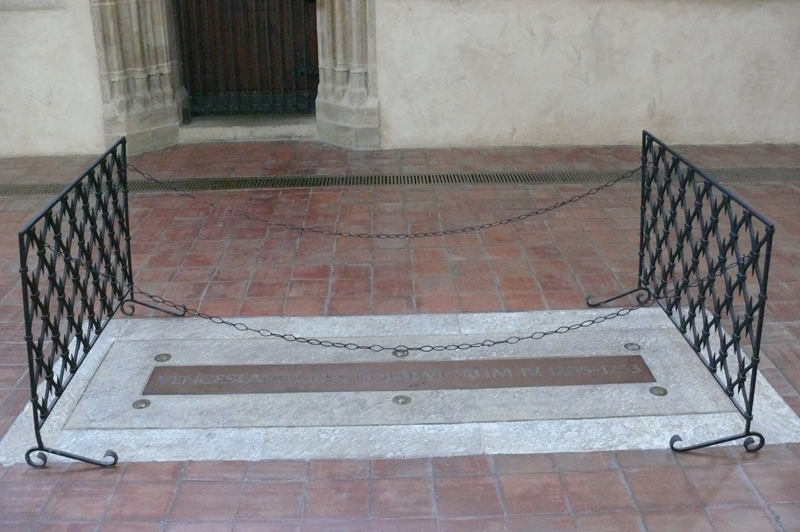
Vencel sírja a prágai Szent Ágnes-kolostorban. Felirat: VENCESLAUS I. REX BOHEMORUM IV. 1205-1253

## Családfa
| I. Ulászló cseh király * 1117 † 1174. I. 18. | I. Ulászló cseh király * 1117 † 1174. I. 18. |                                    |                                    | Türingiai Judit * 1135 † 1174 után | Türingiai Judit * 1135 † 1174 után |  |  | III. Béla magyar király * 1148 † 1196. IV. 23. | III. Béla magyar király * 1148 † 1196. IV. 23. |                                                       |                                                       | Châtillon Anna * 1154 † 1184 | Châtillon Anna * 1154 † 1184 |
|                                              |                                              |                                    |                                    |                                    |                                    |  |  |                                                |                                                |                                                       |                                                       |                              |                              |
|                                              |                                              |                                    |                                    |                                    |                                    |  |  |                                                |                                                |                                                       |                                                       |                              |                              |
|                                              |                                              | I. Ottokár * 1158 † 1230. XII. 15. | I. Ottokár * 1158 † 1230. XII. 15. |                                    |                                    |  |  |                                                |                                                | Árpád-házi Konstancia * 1180. II. 27. † 1240. XII. 4. | Árpád-házi Konstancia * 1180. II. 27. † 1240. XII. 4. |                              |                              |
|                                              |                                              |                                    |                                    |                                    |                                    |  |  |                                                |                                                |                                                       |                                                       |                              |                              |
|                                              |                                              |                                    |                                    |                                    |                                    |  |  |                                                |                                                |                                                       |                                                       |                              |                              |
|                                              |                                              |                                    |                                    |                                    |                                    |  |  |                                                |                                                |                                                       |                                                       |                              |                              |

|                              |                              |                                           |                                           | I. Vencel * 1205 k. † 1253. IX. 23. | I. Vencel * 1205 k. † 1253. IX. 23. | Hohenstauf Kunhuta * 1200 k. † 1248. IX. 13. OO 1224 | Hohenstauf Kunhuta * 1200 k. † 1248. IX. 13. OO 1224 |                    |                    |
|                              |                              |                                           |                                           |                                     |                                     |                                                      |                                                      |                    |                    |
|                              |                              |                                           |                                           |                                     |                                     |                                                      |                                                      |                    |                    |
| Ulászló * 1227 † 1247. I. 3. | Ulászló * 1227 † 1247. I. 3. | II. Ottokár * 1232 ősze † 1278. VIII. 26. | II. Ottokár * 1232 ősze † 1278. VIII. 26. | Božena * 1230 † 1290. V. 27.        | Božena * 1230 † 1290. V. 27.        | Ágnes * 1227 után † 1268. X. 10.                     | Ágnes * 1227 után † 1268. X. 10.                     | leány † 1248 előtt | leány † 1248 előtt |

## Fordítás
- Ez a szócikk részben vagy egészben  a   Wenceslaus I of Bohemia című angol Wikipédia-szócikk fordításán alapul.  Az eredeti cikk szerkesztőit annak laptörténete sorolja fel. Ez a jelzés csupán a megfogalmazás eredetét és a szerzői jogokat jelzi, nem szolgál a cikkben szereplő információk forrásmegjelöléseként.